# Luis Alposta
Luis Alposta (n. Buenos Aires el 30 de junio de 1937), médico, poeta y ensayista argentino. 
Fueron sus padres Alejandro Alfredo Alposta y Ángela Dina Montanaro.
En 1984 se casa con Leonor Virginia Castiglione, con quien tiene cuatro hijos: Luis, Ignacio, Emilio y Virginia.
Sus poemas, traducidos al francés, inglés, italiano y japonés, figuran en numerosas antologías y han sido musicalizados por Edmundo Rivero, Rosita Quiroga, Osvaldo Pugliese y Daniel Melingo entre otros. Prologuista, conferencista, autor de numerosas comunicaciones académicas sobre el lunfardo y el tango y de colaboraciones varias en periódicos, revistas literarias y programas radiales.

## Biografía
Egresa de la Facultad de Ciencias Médicas de la Universidad de Buenos Aires en 1963. Durante sus primeros años de médico se especializa en Obstetricia y Ginecología. Posteriormente, es becado por la Universidad de San Pablo - Brasil – y, en 1974, por el Instituto de Geriatría de Bucarest -Rumania -, donde realiza cursos de perfeccionamiento en Clínica Geriátrica, especialidad a la que se habrá de dedicar en forma exclusiva durante veinte años. 
Entre 1988 y 1989, y sin abandonar la Geriatría, realiza estudios de Homeopatía en la Escuela Médica Homeopática Argentina Tomás Pablo Paschero. 
Ha publicado trabajos sobre su especialidad y sobre antropología médica.
Es autor del Primer Diccionario de Homeopatía (1993).
Entre los años 1951 y 1952 da a conocer sus primeros poemas a través de un programa radial semanal, integrando la troupe Los niños actores, dirigida por Salvador Del Priore Juancho (Radio Libertad, Bs. As.).
En 1968 es designado académico de número de la Academia Porteña del Lunfardo, a la que estuvo unido desde su fundación, siendo el académico más joven en toda la historia de dicha institución y en la que ocupó la vicepresidencia en el año 2006. 
Su estrecha amistad con el cantor Edmundo Rivero, lo vincula definitivamente con el mundo del tango. Juntos componen una serie de exitosos temas que, nacidos como poemas fueron posteriormente musicalizados por Rivero. Poema Cero (1968); El jubilado (1971); Tres puntos (1975); El piro (1975, y vuelto a grabar, posteriormente, con el nombre de El escape); Cuartetos para un ahorcado (1977), Soneto a un malevo que no leyó a Borges (1980) y A lo Megata (1981).
En 1974 conoce a Rosita Quiroga. Para ella escribe la milonga Campaneando mi pasado que fue musicalizada y grabada por Rosita a los ochenta y ocho años. Lo unirá a ella una entrañable amistad siendo, además, su médico. 
En noviembre de 1976 funda la Junta de Estudios Históricos de Villa Urquiza, institución que, desde entonces, preside.
En 1977 publica su primer libro Los Bailes del Internado. Un ensayo sobre la institución del Internado y las “estudiantinas” celebradas por los practicantes de medicina a comienzos del siglo XX en Buenos Aires. En estas se estilaba que las orquestas estrenasen tangos relacionados con el quehacer médico. Este libro nos da a conocer ciento cincuenta títulos de dichos tangos.
En 1978 publica Trece Historias a Muerte (para leer de un saque) cuentos breves y humorísticos. Ese mismo año compila la primera Antología del soneto lunfardo (reeditada en 2007). 
Fue coautor de la obra ¿Qué me contás Buenos Aires? dirigida por Jorge Buitrón y representada en el teatro Don Passano alcanzando las cien representaciones (1978).
Geografía Intima de Villa Urquiza (1981) es un libro en el que da a conocer la razón de ser de cada uno de los nombres que llevan las calles y plazas de su barrio. 
En 1984 publica un breve ensayo Acerca del dinero, en el que registra voces del lunfardo que lo aluden, incluyendo ilustrativas referencias etimológicas.
En 1985 publica Todo Rivero. Un ensayo biográfico sobre el popular cantor de tangos. 
En 1986 publica su primer libro de poemas Con un cacho de nada (reedición ampliada en 2001). Enrique Cadícamo (uno de los más grandes poetas del tango) inaugura este libro con el poema Hermano Tordo a modo de presentación del autor.
En 1986 publica “El Lunfardo y el Tango en la Medicina”, con prólogo del Dr. Luis Federico Leloir.
Alposta visitó el Japón en tres oportunidades (1976, 1980 y 1981). 
Fruto de esos viajes es su libro El tango en Japón publicado en 1987. Se trata de un estudio -único en la materia-, en el que nos documenta sobre la historia del tango en ese país y de quien fuera su introductor, el barón Tsunami Megata. Documenta esta historia desde sus orígenes hasta 1980, fecha en que los japoneses celebraron los cien años del tango. Fue traducido al japonés.
Ese mismo año se estrena su obra Hoy cerramos temprano bajo la dirección de Dante Liguori, en la Bodega del Café Tortoni.
En 1989 la Fundación Banco de Boston, en su Colección Cuadernos del Águila (vol. 5), publica Villa Urquiza - Sus orígenes, libro que nos habla de la historia del barrio , en el que, desde siempre, el autor vive con su familia.
Esta temática la abordará en otras publicaciones: De poetas, libros y libreros en Villa Urquiza (2004); De tangos y tangueros en Villa Urquiza (2005); Personalidades de Villa Urquiza (2005); El Tango en Villa Urquiza (2006); Mitos y leyendas en el barrio de Villa Urquiza (2006); Amores y desamores en Villa Urquiza (2007); Engaños y mentiras en el barrio de Villa Urquiza (2008).
Entelequias es su segundo libro de poemas editado en Buenos Aires en 1984. Este libro, en 1982 (entonces inédito), recibió una mención especial en el VI Concurso Literario Gemma, Aranguren (Vizcaya, España).
La Balanza de Hielo (poemas) fue traducido al persa.
El profesor Xesús Alonso Montero de la Universidad de Santiago de Compostela, Galicia, fue quien organizó en abril de 1993 un primer Congreso de Poetas Alófonos en Lengua Gallega. Es decir, de poetas que usaron el idioma sin tenerlo como lengua materna. El ejemplo clásico es Federico García Lorca, quien nos dejó sus magníficos Seis poemas galegos, impresos en 1935.
Alonso Montero le propuso entonces a Antonio Pérez Prado dar con la persona indicada para llevar los poemas de Lorca al lunfardo. La elección recayó en Luis Alposta y así nació Lorca en lunfardo - edición bilingüe- (1996).
A fines de 1987 el maestro Osvaldo Pugliese le propone ponerle letra a un tango suyo. Así nace Se viene el dos mil. Posteriormente, Pugliese lo invita a escuchar otro de sus temas, y el resultado fue el tango Hoy por hoy, grabado por Beba Pugliese con la voz de Darío Vitale en 1999. 
En 1998 publica La Culpa en Martín Fierro, con prólogo de Arturo Berenguer Carisomo: “... un breve y sustancioso ensayo sobre el tema de la culpa en la dramática vida del gaucho Fierro, centrada particularmente en la pelea y muerte del negro... “
Su tercer libro de poesía, Otro él fue publicado en el 2000 por Torres Agüero editor. Ese mismo año es designado Académico Titular de la Academia Nacional del Tango, en la que ocupa el sillón Tiempos viejos.
En el 2003 escribe Los 7 Pecados Capitales con música de Pascual ''Cholo'' Mamone. Una cantata porteña para dos voces, con acompañamiento de bandoneón, que incluye obertura y recitativos. Fue estrenada en el Café Varieté Osvaldo Pugliese, del Centro Cultural de la Cooperación de Bs. As. El artista plástico Norberto Pagano expuso en el estreno una serie de ilustraciones alusivas.
Del 2000 al 2005 realiza un programa en la FM 2X4 (Radio de la Ciudad) llamado Mosaicos Porteños. A diario se lo escuchaba leer sus micro-ensayos sobre temas que hacen a la esencia de la identidad porteña. 
Al finalizar el ciclo publica el libro Mosaicos Porteños, una serie de meditaciones y subjetividades sobre el habla popular del hombre de Buenos Aires.
En 1998 el cantor y compositor Daniel Melingo -figura clave del pop argentino de los años 80 y actual cultor de una nueva estética del tango- incorpora uno de sus temas (El escape, de Alposta - Rivero) en su primer CD de tangos Tangos bajos. A partir de entonces, Alposta inicia la saga “del terror” musicalizada y cantada por Melingo: Tango del vampiro, Jack the ripper y Sin enroque, incluidos en el CD Ufa! (Melingo, 2000), con diseño y 23 ilustraciones del artista plástico Diego Chemes. Vendrán luego El extraño caso y De todo y para dos (Santa milonga, grabado en París, año 2004); Se lo mismo, Igualito que el tango, La maceta, El demonio del basural, En un bondi color humo y A lo Magdalena. Estos dos últimos temas fueron musicalizados por Melingo cincuenta años después de haber sido escritos por Alposta. Actualmente siguen creando nuevos temas, estando próximo a editarse en París el cuarto CD de Melingo, Maldito tango. 
En el año 2004 Juan Carlos ''Tata'' Cedrón musicaliza y graba en París sus poemas Candombe para el que hasta ayer reía, Virgencita criolla, A Rosalía, Milonga de la mufiña, Tango de la luna que yira y Piove en San Telmo, poemas que han sido traducidos al francés. Posteriormente, Cedrón musicaliza su milonga ¡Ah la flauta!. Hacia fines del año 2010 edita el álbum "Godino" que incluye, además del mencionado "¡Ah la flauta!", la musicalización de los poemas "Canción de Cuna para Godino" y "El Irlandés".
Con Rubén Nazer compone Siempre la misma milonga y Como en un viejo tango; Con Rosaura Silvestre Ante un recuerdo y Canción para Noriko; con Carlos Erostarbe Soneto con bronca; con Acho Estol Frankenstein; con Orlando Gómez y Daniel Berardi El Culebrón y con Aldo Videla Chacarera lunfa, Con-jugando y A Cadícamo, 
En el 2007 escribe en colaboración con José Retik un libro de diálogos sobre temas filosóficos titulado ¡Araca Lacan!
La escritora y poeta Marcela Ciruzzi ha realizado una exégesis de su obra, en diversos trabajos que han sido publicados en el diario La Capital, de Rosario.
El 22 de agosto de 2008 es designado Académico de Número de la Academia de Historia de la Ciudad de Buenos Aires.

## Programas radiales
- Radio Libertad: lectura de poemas en el programa Niños actores , 1951 - 1952;
- Radio Argentina: Buenos Aires a través de sus Poetas, durante el año 1976;
- Radio El Mundo: Académicas Lunfas. Micro semanal sobre el lunfardo, en el programa La Noche con Amigos conducido por Lionel Godoy, durante el año 1983;
- Radio El Mundo: Antología del Poema Lunfardo. Micro semanal, en el programa La Noche con Amigos conducido por Lionel Godoy, 1984 – 1991;
- Radio de La Ciudad - FM: Mosaicos Porteños - Micro diario 2000 – 2005;
- Concepto Radio - AM: columna semanal en el programa La página de Aníbal Troilo, conducido por Jorge Waisburd, 2004 - 2007.

## Libros publicados
- Los Bailes del Internado, ensayo. Colección La Historia del Tango, vol. 8. Ed. Corregidor, Buenos Aires, 1977. Traducido al japonés.
- Trece Historias a Muerte (para leer de un saque), cuentos breves, 1.ª ed., La Casona de Iván Grondona, Buenos Aires, 1978; 2a. Ed. El lunfa, Buenos Aires, 1982.
- Antología del Soneto Lunfardo. Ed. Corregidor, Buenos Aires, 1978. Segunda edición, 2007.
- Geografía Intima de Villa Urquiza. Ed. Aldea, Buenos Aires, 1981.
- Acerca del Dinero, breve ensayo. Ed. Academia Porteña del Lunfardo, Buenos Aires, 1984.
- Todo Rivero. Ed. Corregidor, Buenos Aires, 1985.
- Con un Cacho de Nada, poemas. Ed. Corregidor, Buenos Aires, 1986. Segunda edición, 2001.
- El Lunfardo y el Tango en la Medicina, con prólogo del Dr. Luis F. Leloir. Ed. Torres Agüero, Buenos Aires, 1986.
- Definitiva Buenos Aires, con otros autores. Copy Indugraf, Buenos Aires, 1986.
- EL Tango en Japón. Ed. Corregidor, Buenos Aires, 1987.
- Villa Urquiza - sus Orígenes. Colección Cuadernos del Águila, vol. 5. Ed. Fundación Banco de Boston, Buenos Aires, 1989.
- Primer Diccionario de Homeopatía. Ed. Corregidor, Buenos Aires, 1993.
- Entelequias, poemas. Ed. Torres Agüero, Buenos Aires, 1994. Doce poemas de este libro, bajo el título La Balanza de Hielo: Ed. Consejería Cultural de la República Islámica de Irán, Buenos Aires, 1991. Traducido al persa.
- Lorca en lunfardo – Traducción de los Seis poemas galegos - edición bilingüe. Ed. Corregidor, Buenos Aires, 1996.
- La Culpa en Martín Fierro, ensayo. Ed. Corregidor, Buenos Aires, 1998.
- Otro él, poemas. Ediciones del Valle, Buenos Aires, 2000.
- Álvaro Yunque, ensayo. Junta de Estudios Históricos del Barrio de Boedo. Colección Pliegos de Boedo, N.º 23, año 2003.
- Homero, shusheta por dentro, ensayo. Junta de Estudios Históricos del Barrio de Boedo. Colección Pliegos de Boedo, N.º 30, año 2003.
- De poetas, libros y libreros en el barrio de Villa Urquiza, (con otros autores) - Ed. Turísticas, Buenos Aires, 2004.
- De tangos y tangueros en el barrio de Villa Urquiza, (con otros autores) – Ed. Turísticas, Buenos Aires, 2005.
- Mosaicos Porteños, mini-ensayos. Marcelo Héctor Oliveri Editor, Buenos Aires, 2005.
- Personalidades de Villa Urquiza, en el libro: El Buenos Aires de Enrique Horacio Puccia – (1910 – 1995) – (varios autores). Editado por la Secretaría de Cultura del Gobierno de la Ciudad Autónoma de Buenos Aires. Bs. As., diciembre de 2005.
- El Lunfardo: mezcla rara de Cervantes, Celedonio e internet, en el libro: El Tango, mañana Los desafíos de la música popular porteña de cara al futuro (varios autores). Editado por la Secretaría de Cultura del Gobierno de la Ciudad Autónoma de Buenos Aires. Bs. As., febrero de 2006.
- Recordando a César Tiempo, ensayo. Junta de Estudios Históricos del Barrio de Boedo. Colección pliegos de Boedo, N.º 31, año 2006.
- El Tango en Villa Urquiza, ensayo. Informes del Sur. Cuadernos de divulgación. Ediciones BP (BAIRES POPULAR), N.º 87, julio de 2006.
- Mitos y leyendas en el barrio de Villa Urquiza, (con otros autores) – Ed. Turísticas, Buenos Aires, 2006.
- Villa Urquiza – Nombres para su historia, ensayo. Informes del Sur. Cuadernos de divulgación. Ediciones BP (BAIRES POPULAR), N.º 92, noviembre 	de 2006.
- La Cumparsita – 1917 – 90 Años – 2007 – El Himno del Río de la Plata (varios autores) Ed. por Honorable Cámara de Diputados de la Prov. de Bs. As.; 	Municipalidad de Bragado y Municipalidad de Chivilcoy – Iniciatica del Ateneo Porteño del Tango – marzo de 2007.
- ¡Araca Lacan!, diálogos. En colaboración con José Retik. Acervo Editora Argentina - Serie Abalorio. Bs. As, septiembre de 2007.
- El ojo en boca de todos, refranero. Junta de Estudios Históricos del Barrio de Boedo. Colección pliegos de Boedo, N.º 35, año 2008.

## Libros inéditos
- Imágenes del misterio, en el Folklore Argentino. Ensayo. En colaboración con Rafael Jijena Sánchez y con prólogo de Julio Caro Baroja.
- El Dinero, la Mujer y la Muerte en el Lunfardo. Ensayo.
- Antología poética de Joaquín Gómez Bas Prólogo y selección de poemas.

## Poemas musicalizados
- A lo Magdalena (Tango)
- A lo Megata (Tango)por Ikuo Abo
- A lo Megata (Tango)por Edmundo Rivero
- A Rosalía (Milonga)
- Campaneando mi pasado (Milonga)
- Candombe para el que hasta ayer reía (Candombe)
- Chacarera lunfa (Chacarera)
- Como en un viejo tango (Tango)
- Con - jugando (Milonga)
- Cuartetas para un ahorcado (Tango)
- De todo y para dos (Tango)
- El extraño caso... (Tango)
- El piro (El escape) (Milonga)
- En un bondi color humo (Milonga)
- Frankenstein (Tango)
- Hermano tordo (Poema) (enlace roto disponible en Internet Archive; véase el historial, la primera versión y la última).
- Hoy por hoy (Tango)
- Igualito que el tango (Vals)
- Jack The Ripper (Tango)
- Milonga de la mufiña (Milonga)
- Paño verde (Tango) (enlace roto disponible en Internet Archive; véase el historial, la primera versión y la última).
- Piove en San Telmo (Tango)por Lidia Borda
- Poema número cero (Tango)
- El jubilado (Tango)
- Se igual (Tango)
- Se viene el dos mil (Tango)
- Siempre la misma milonga (Milonga)
- Sin enroque (Tango)
- Soneto a un malevo que no leyó a Borges (Milonga)
- Soneto con bronca (Tango)
- Tango de la luna que yira (Tango)
- Tango del vampiro (Tango)
- Tres puntos (Milonga)
- Virgencita criolla (Tango)
- El aviador (cumbia)
- El tatuaje (Tango)
- La novia (Tango)
- Canto al fado
- Del diario de Victor Frankenstein por La Chicana
- A la flauta por el Tata Cedrón
- A Enrique Cadícamo (Tango)
- Coplas de vino
- El irlandés
- Ante un ahorcado por Julián Centeya